# Dolichodasys carolinensis
Dolichodasys carolinensis är en djurart som tillhör fylumet bukhårsdjur, och som beskrevs av Edward E. Ruppert och Kevin Shaw 1977. Dolichodasys carolinensis ingår i släktet Dolichodasys och familjen Lepidodasyidae. Inga underarter finns listade i Catalogue of Life.